# Det tysta ljuset
Det tysta ljuset (plattyska: Stellet Licht) är en mexikansk dramafilm från 2007 regisserad av Carlos Reygadas. Filmen handlar om bonden Johan som bor i en församling av mennoniter i Mexiko, och som slits mellan fru och älskarinna. Skådespelarna är amatörer och dialogen är nästan helt på den plattyska som mennoniterna vanligtvis pratar.
Slutscenen är en hyllning till Ordet av Carl Th. Dreyer. Filmen vann juryns stora pris vid Filmfestivalen i Cannes.